# Clots de Sant Julià
Els Clots de Sant Julià són unes antigues pedreres situades al municipi de Forallac, al Baix Empordà, entre els pobles de Vulpellac i Canapost. Estan formades per un magnífic complex de cavitats, algunes de fins a 10 m de fondària, excavades a la roca. Està situat en uns turons que hi ha a llevant del mas Puig-sec, en el mateix paratge que antigament havia ocupat el menhir del mas Gros i la sepultura del mas Puig-sec, enmig d'un frondós bosc de pins i alzines.
El seu origen sembla ésser molt antic, ja que s'han fet troballes romanes i preromanes, per bé que encara no s'ha fet cap intervenció arqueològica en profunditat que ajudi a determinar amb certesa quina és la seva història. S'ha especulat, fins i tot, que les muralles de la ciutat preromana del Puig de Sant Andreu d'Ullastret o Empúries podrien haver estat bastides amb la pedra dels clots. També es creu que amb aquesta pedra es va construir el poble de Peratallada.
És possible, doncs, que ja fossin explotats en temps anteriors a la romanització. Però, d'altra banda, cal assenyalar que la majoria d'esglésies i monuments medievals de la rodalia estan construïts amb gres. També hi ha qui diu que en aquests clots hi va haver una població fixa, fugint del poder romà o àrab, dedicada a l'ensenyament de la religió cristiana.

## El Tron de la Reina
Segons una antiga llegenda, en els Clots de Sant Julià hi van ser martiritzats els primers cristians del país. La capella troglodita coneguda amb el nom de «Sitial» o «Tron de la Reina», que és un dels punts més interessants de l'indret, conté una creu en la seva part interior que sembla que vindria a representar la cristianització d'un lloc pagà. Es tracta d'un aflorament de roca natural que ha estat excavada i presenta un aspecte de cova. El seu interior és de planta ovalada, amb les parets perfectament allisades i amb una amplada de 2,5 m i 2 m d'alçada màxima. No se sap exactament quina era la seva finalitat. Algun autor l'ha identificat com una sepultura megalítica. Crida l'atenció una creu de petites dimensions feta amb incisió a la pedra d'una de les parets. Es creu que podria formar part d'una antiga capella o ermita que hauria pogut tenir una nau d'obra i que es dataria en època altmedieval o anterior.
Tampoc no es descarta que el mateix nom de Sant Julià pogués significar la presència d'un lloc de culte molt antic. Aquest Tron de la reina, conegut també com a Pont de la Bruixa, presideix el conjunt. A l'esquerra d'aquest seient s'hi pot veure una superfície planera, d'aproximadament un metre de longitud i que, tal com diu la tradició oral, era el lloc destinat als sacrificis. L'existència d'una canal en forma d'U, possiblement destinada a recollir la sang, confirmaria la hipòtesi d'aquesta llegenda, que no deixa de ser una anècdota més de l'indret. També hi apareixen dues cassoletes, semiesfèriques, potser també artificials, que són idèntiques a les que molt sovint apareixen en les lloses sepulcrals megalítiques.
També té molt interès el sepulcre del mas Puig-sec, molt a prop d'aquesta capella, que fou descobert el 1934 pels doctors Pericot i Oliva. Lluís Esteve, un home que ha treballat molt el megalitisme al nostre país, que va estudiar més tard el sepulcre amb el mateix doctor Oliva, afirma que es tracta molt probablement d'una tomba que originàriament era una cista megalítica.

## Declaració com BCIN vinculat a laCiutat ibèrica d'Ullastret
L'any 2003, l'ajuntament de Forallac pretenia instal·lar una gran planta de triatge de residus de la mà de l'empresa Servitransfer, S.L. a les proximitats de l'espai dels Clots de Sant Julià. El treball de l'entitat SOS Empordanet, el veïnat i la conjuntura política van fer possible en diverses etapes la protecció de l'espai, declarat BCIN (Bé cultural d'interès nacional) l'any 2006, vinculant-lo a l'equipament de la Ciutat ibèrica d'Ullastret, per ser Els Clots una pedrera de gran importància històrica relacionada amb l'activitat dels íbers.
Són visibles encara diversos camins que uneixen tots dos punts i restes que expliquen la importància i valor de tot l'entorn. Inicialment la protecció va incloure només un perímetre més reduït perquè així ho va determinar el tècnic arqueòleg, però una demanda posterior va finalitzar amb la protecció de tres perímetres diferenciats que conformen un conjunt molt més ampli, tal com s'havia demanat. Des d'aleshores, l'ajuntament de Forallac ha litigat judicialment contra la protecció determinada pel BCIN.

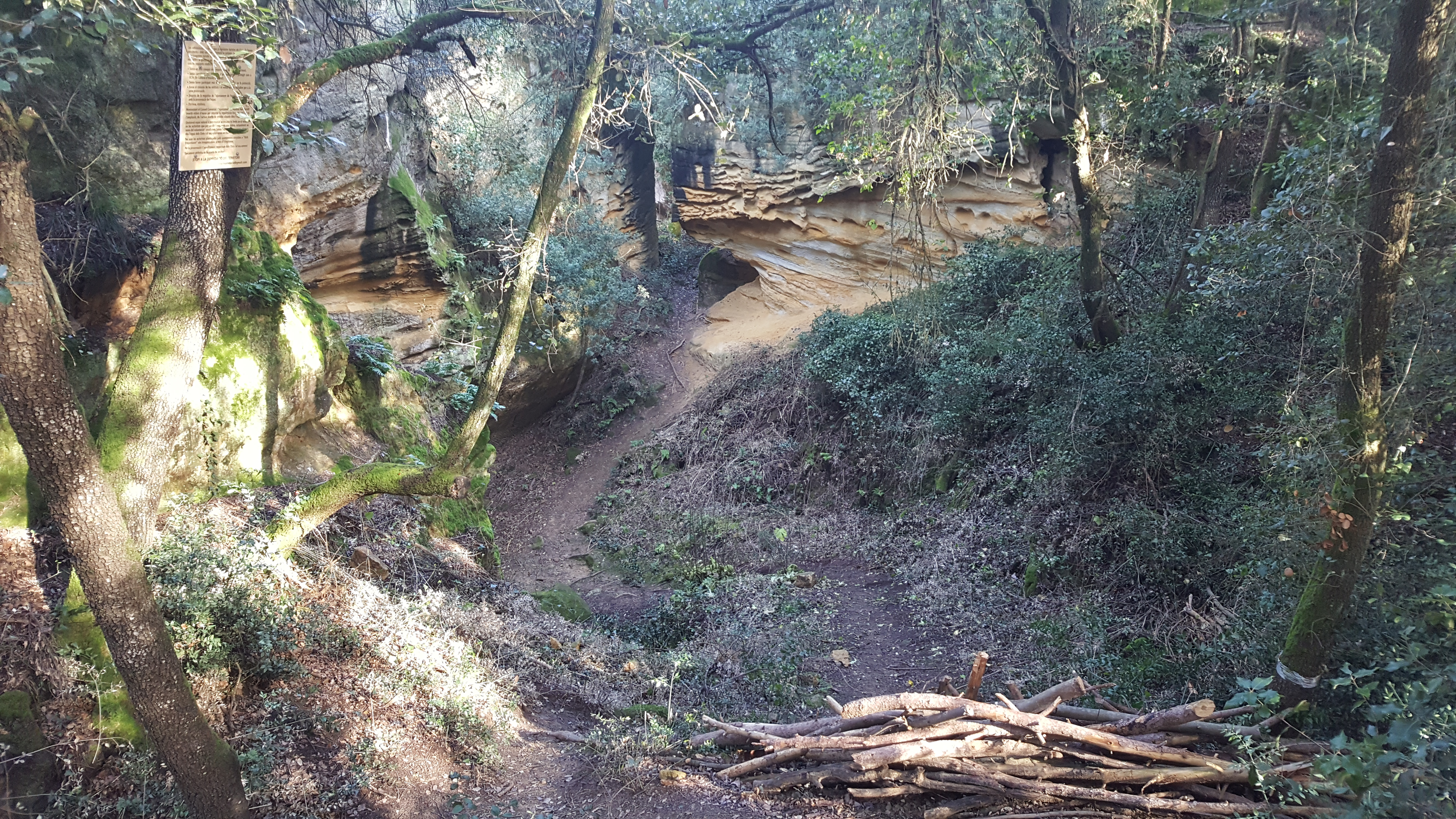
Espai dels Clots de Sant Julià

## Projecte de macroplanta de residus
El 2012, l'ajuntament de Forallac va aprovar un projecte de construcció d'una macro-planta de tractaments de residus, "ecoparc", que recolliria 100.000 tones de residus l'any a les proximitats de les pedreres.